# The Big Town Round-Up
The Big Town Round-Up è un film muto del 1921 diretto da Lynn Reynolds e interpretato da Tom Mix. Il personaggio di "Pee Wee" venne portato, negli anni venti, sei volte sullo schermo da Gilbert Holmes (soprannominato anche "Gilbert 'Pee Wee' Holmes"), un attore del Montana specializzato in ruoli western.
Il film fu diretto da Lynn Reynolds, un regista che girò 81 pellicole nella sua carriera, lavorando anche come sceneggiatore in 58 film.

## Produzione
Il film fu prodotto dalla Fox Film Corporation.

## Distribuzione
Distribuito dalla Fox Film Corporation, il film uscì nelle sale USA il 26 giugno 1921.